# William de Soulis

Wappen der Familie Soulis, wie es auch William de Soulis führte

Sir William de Soulis, Lord of Liddesdale (auch de Soules; † 1292 oder 1293) war ein schottischer Adliger, Beamter und Diplomat.

## Herkunft
William de Soulis entstammte der Familie de Soulis, einer schottischen Adelsfamilie, deren Oberhaupt seit dem 12. Jahrhundert das Erbamt des Butlers of Scotland innehatte. Er war der älteste Sohn von Nicholas de Soulis, Lord of Liddesdale und dessen Frau, die vermutlich Annora de Normanville war. John de Soules, der spätere Guardian, war sein jüngerer Bruder. Nach dem Tod seines Vaters 1265 erbte William die Baronie Liddesdale in der Region der Scottish Borders. Von seiner Mutter erbte er Landbesitz bei Stamfordham in Northumberland. Beim Tod seines Vaters war er noch minderjährig, und noch 1266 verwaltete der Sheriff von Roxburgh im Auftrag der Krone seine Besitzungen. Vor 1268 war William aber volljährig geworden. Nach dem Chronisten Walter Bower wurde er 1271 von König Alexander III. in Haddington zum Ritter geschlagen. Die nordenglischen Besitzungen in Northumberland übergab er seinem jüngsten Bruder Thomas de Soulis.

## Heirat und Dienst als Justiciar und Diplomat
Soulis heiratete Ermengarde Durward, eine der Töchter von Alan Durward und dessen Frau Marjory. Ermengarde war über ihre Mutter eine Nichte des schottischen Königs. Als Alan Durward 1275 ohne überlebende männliche Nachkommen starb, wurde sein Landbesitz unter Ermengarde und ihren beiden Schwestern aufgeteilt, so dass Soulis über seine Frau Landbesitz bei Inverness und in Fife erhielt. Dazu wurde Soulis durch seine Heirat ein entfernter Verwandter der einflussreichen Familie Comyn. Von 1279 bis zu seinem Tod diente er als Justiciar von Lothian. Vor 1289 wurde er Sheriff von Roxburgh, dazu diente er von 1289 bis 1291 als Sheriff von Inverness. Von 1277 bis 1278 reiste er zusammen mit Bischof William Wishart von St Andrews als Gesandter des schottischen Königs zum englischen König Eduard I., um Streitigkeiten um Grenzverletzungen sowie das geplante Treffen der beiden Könige in Tewkesbury vorzubereiten. Im Februar 1285 gehörte er der schottischen Gesandtschaft an, die Yolande de Dreux, die aus Frankreich stammende Braut von König Alexander III., nach Schottland geleitete. Im selben Jahr reiste er als königlicher Gesandter erneut zum englischen König, wobei er als Butler of Scotland betitelt wurde. Als Justiciar bezeugte er eine Reihe von königlichen Urkunden. 1290 gehörte er der Ratsversammlung an, die den Vertrag von Birgham billigte. Als die schottische Thronfolge nach dem Tod von Margarete von Norwegen 1290 völlig ungeklärt war, schwor er wie fast alle schottischen Adligen im Juni 1291 dem englischen König Eduard I. die Treue, da dieser über die Thronfolge entscheiden sollte. Im Juni 1291 wurde er auch als einer der Vertreter von Robert de Brus für die Ratsversammlung nominiert, die über die Ansprüche der Anwärter auf den schottischen Thron entscheiden sollte. Wann Soulis gestorben ist, ist unbekannt. Sehr wahrscheinlich war er vor November 1293 gestorben, als ein Beauftragter des englischen Königs Einkünfte aus seinen Besitzungen in Fife einziehen sollte.

## Nachkommen und Erbe
Soulis hatte Jedburgh Abbey Landbesitz bei Castleton geschenkt. Mit seiner Frau hatte er mehrere Söhne. Sein Erbe wurde sein ältester Sohn Nicholas de Soulis († 1296), der Margaret, eine Tochter von Alexander Comyn heiratete. 